# Дирк фон Бронкхорст-Батенбург-Анхолт
Дирк (Дитрих) фон Бронкхорст-Батенбург-Анхолт (на немски: Dirk von Bronckhorst-Batenburg-Anholt; на нидерландски: Dirk II van Bronckhorst-Batenburg, Anholt, Gronsveld, Rimburg; * ок. 1400; † сл. 27 ноември 1451) от фамилията Бронкхорст, е господар на замъците Батенбург, Анхолт (1429 – 1451), Гронсвелд, Римбург и рицар.

## Произход
Той е син на Гизберт фон Бронкхорст-Батенбург († 1429) и съпругата му Маргарета фон Гемен († сл. 1412), дъщеря на Херман фон Гемен († сл. 1352/пр. 1399) и Герберга фон Анхолт-Цуилен († сл. 1399).

## Фамилия
Дирк фон Бронкхорст се жени през 1425 г. за Катарина фон Гронсфелд (* ок. 1405; † сл. 1472), дъщеря на Хайнрих III фон Гронсфелд, бургграф на Ат и Бомонт († 7 март 1474) и Алайде д' Оупейе († 1447). Те имат децата:
- Гизберт фон Бронкхорст († 1473), господар на Батенбург и Анхолт, женен пр. 28 юни 1452 г. за Агнес фон Виш († сл. 1496)
- Хайнрих фон Бронкхорст († сл. 1496), господар на Гронсвелд, Римбург, Сленакен, женен на 23 януари 1453 г. за Катарина ван Алпен († сл. 1504)
- Йохан фон Бронкхорст († сл. 1493/1505?)
- Маргарета фон Бронкхорст-Батенбург († сл. 5 февруари 1511), омъжена пр. 25 април 1480 г. за Готхард I Кетлер († 1517)
- Хелмбургис фон Бронкхорст († сл. 1508), омъжена за граф Йохан Дикбир фон Меген († 29 януари 1491)
- Катарина фон Бронкхорст († 8 януари 1527), омъжена за Йохан II фон Алпен-Лембек-Хьонепел (* 1402; † 1 август 1491)
- Херман фон Бронкхорст († 12 февруари 1512), господар на Щайн, женен за Магдалена фон Флодроп
- Дирк фон Бронкхорст († 14 март 1488, Лиеж), господар на Ангераен-Вроененброек, женен на 7 юни 1465 г. за Алайдис фон Алпен († 1500)
- 2 дъщери

## Галерия
- Батенбург 1674 (J. de Grave)
- Замък Анхолт
- Замък Гронсвелд